# Ровеньо
Ровеньо (італ. Rovegno, ліг. Roegno) — муніципалітет в Італії, у регіоні Лігурія,  метрополійне місто Генуя.
Ровеньо розташоване на відстані близько 400 км на північний захід від Рима, 34 км на північний схід від Генуї.
Населення — 571 особа (2014).
Щорічний фестиваль відбувається 24 червня. Покровитель — святий Іван Хреститель.

## Демографія
Населення за роками:

Станом на 1 січня 2023 року в муніципалітеті офіційно проживало 86 іноземців з 16 країн, серед них 54 громадяни країн Євросоюзу та 4 громадяни України.

## Сусідні муніципалітети
- Фашія
- Фонтанігорда
- Горрето
- Оттоне
- Реццоальйо